# Oedipina stuarti
Oedipina stuarti é uma espécie de salamandra, endémica das Honduras, da família Plethodontidae. Os seus habitats naturais são: florestas secas tropicais ou subtropicais, habitats subterrâneos (excluindo cavernas) e sistemas cársticos antropogénicos.